# 全国楽器協会
一般社団法人全国楽器協会（ぜんこくがっききょうかい、英: Japan Musical Instruments Association(JMIA)）は、全国の楽器製造業者、卸売業者、小売業者の連携と親和・協調を図り楽器業界の向上発展と音楽文化の昂揚に寄与することを目的に設立された協会。6月6日の「楽器の日」は1970年、同協会により制定された。
2016年4月1日より「一般社団法人」へ移行した。

## 付属機関
- 日本楽器フェア協会

2年に1回開かれる国内最大の楽器イベント「楽器フェア」の主催団体。